# 博奈 (马恩省)
博奈（法語：Beaunay，法語發音：[bonɛ]）是法国马恩省的一个市镇，属于埃佩尔奈区。

## 地理
博奈（48°53'3"N, 3°52'39"E）面积3.53 平方千米，位于法国大東部大區马恩省，该省份为法国东北部内陆省份，北起阿登省，西北接埃纳省，西南接塞纳-马恩省，南至奥布省，东南接上马恩省，东临默兹省。
与博奈接壤的市镇（或旧市镇、城区）包括：布里地区卢瓦西、埃托日、韦尔-土伦。

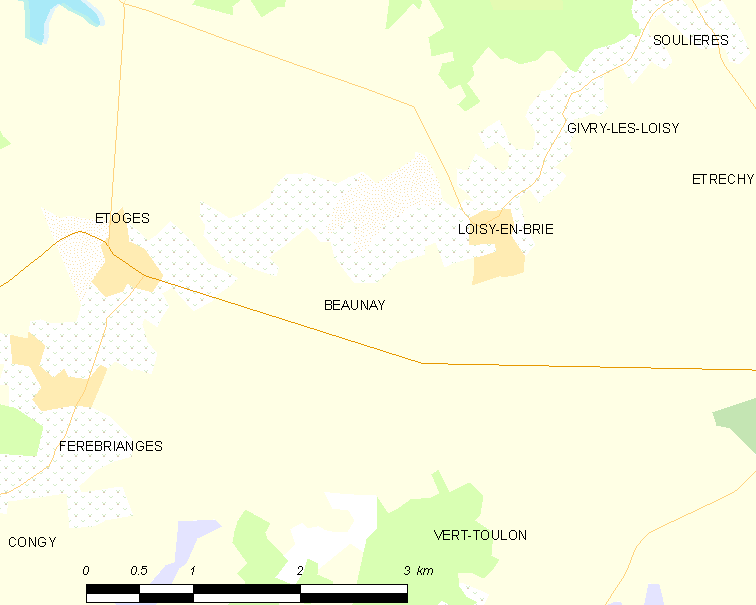
的OSM定位图

博奈的时区为UTC+01:00、UTC+02:00（夏令时）。

## 行政
博奈的邮政编码为51270，INSEE市镇编码为51045。

## 政治
博奈所属的省级选区为多尔芒-香槟景县。

## 人口

1962-2008年间人口变化图示

博奈于2022年1月1日时的人口数量为103人。